# Альберто да Джуссано

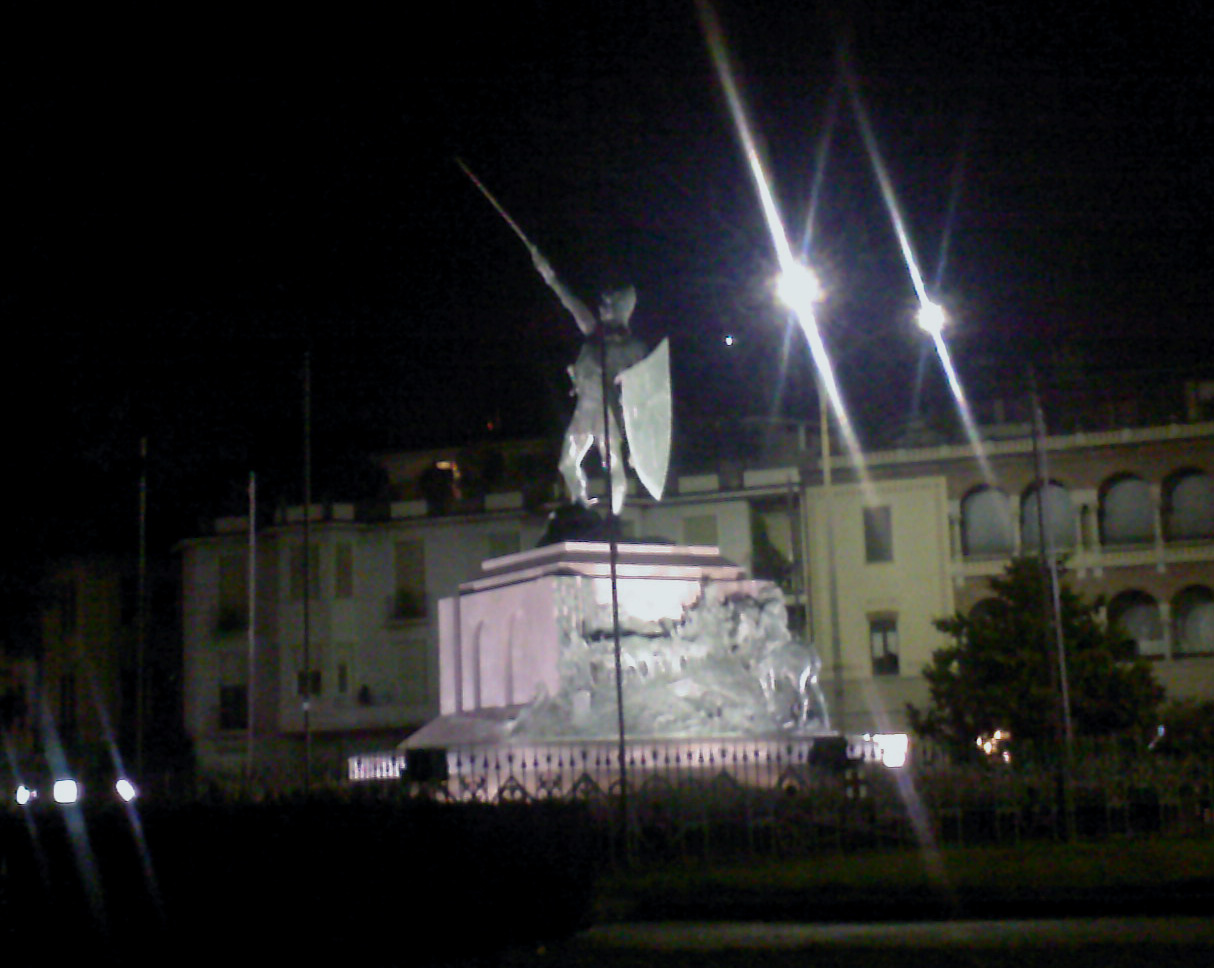
Монумент «Воин Леньяно» в Леньяно, установленный в 1900 году (часто по ошибке считается памятником Альберто да Джуссано).

Альберто да Джуссано (итал. Alberto da Giussano; 1105, Бари — 1177, Неаполь) — легендарный итальянский гвельф-кондотьер во времена войн Ломбардской лиги против Фридриха Барбароссы в XII столетии.
Традиция, возможно созданная на основе миланских хроник XIV столетия, приписывает ему формирование «Роты смерти», которая защищала карроччо во время битвы при Леньяно. Первое историческое упоминание его имени датируется 1196 годом, и он упоминается как нотариус и подеста.

## Память
- Итальянская политическая партия Lega Nord использовала в своей деятельности эту легенду — эмблема этой партии была в виде памятника Альберто, который был поставлен в Леньяно в 1900 году.
- Бригада Леньяно в составе Итальянских вооружённых сил использует рисунок этого памятника в качестве эмблемы.
- В честь Альберто да Джуссано был назван итальянский лёгкий крейсер класса «Кондотьери А», построенный в 1930 году и потопленный в бою у мыса Бон 13 декабря 1941 года.
- В Милане есть улица Via Alberto Da Giussano.
- В 2009 году режиссёром Ренцо Мартинелли был снят фильм «Барбаросса (фильм)», в котором роль Альберто да Джуссано сыграл Раз Деган. Фильм рассказывает о противоборстве Фридриха I Барбароссы с городом Миланом и Ломбардской лигой, которые противились власти империи и отстаивали свою независимость. Фильм заканчивается битвой при Леньяно 1176 года (разгром Фридриха объединёнными силами итальянцев).